# Vasiliy Mizinov
Vasiliy Mizinov (né le 29 décembre 1997) est un athlète russe spécialiste de la marche athlétique. Sous la bannière neutre, il remporte une médaille de bronze aux championnats d'Europe en 2018 à Berlin ainsi qu'une médaille d'argent aux championnats du monde de Doha en 2019. 
Il détient le record du monde junior en salle sur 5 000 mètres marche avec 18 min 51 s 9.

## Biographie
Sous bannière neutre, Vasiliy Mizinov obtient sa première médaille internationale à l'occasion des championnats d'Europe de 2018 à Berlin en terminant troisième du 20 kilomètres marche juste derrière les Espagnols Diego Garcia Carrera et Alvaro Martin. 
Le 14 juillet 2019, il devient champion d'Europe espoir du 20 km en 1 h 21 min 29 s, puis le 4 octobre, il est sacré vice-champion du monde sur la même distance grâce à une bonne fin de course, juste devancé par le Japonais Toshikazu Yamanishi. 
Autorisé à participer aux Jeux olympiques de Tokyo en 2021 sous les couleurs du Comité olympique russe (ROC), Mizinov est cependant disqualifié au cours de l'épreuve du 20 km pour marche incorrecte.  

### Palmarès
| Date | Compétition                      | Lieu   | Résultat | Épreuve      | Performance     |
| ---- | -------------------------------- | ------ | -------- | ------------ | --------------- |
| 2015 | Coupe d'Europe de marche juniors | Murcie | 6e       | 10 km marche | 41 min 57 s     |
| 2018 | Championnats d'Europe            | Berlin | 3e       | 20 km marche | 1 h 20 min 50 s |
| 2019 | Championnats d'Europe espoirs    | Berlin | 1er      | 20 km marche | 1 h 21 min 29 s |
| 2019 | Championnats du monde            | Doha   | 2e       | 20 km marche | 1 h 26 min 49 s |
| 2021 | Jeux Olympiques                  | Tokyo  | —        | 20 km marche | DQ              |

### Records
| Épreuve      | Performance     | Lieu   | Date            |
| ------------ | --------------- | ------ | --------------- |
| 20 km marche | 1 h 18 min 32 s | Sotchi | 18 février 2019 |